# Mario Tiberini

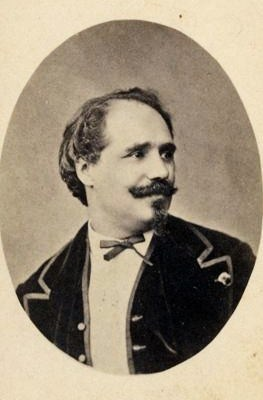
Mario Tiberini

Mario Tiberini (San Lorenzo in Campo, Italia, 8 de septiembre de 1826 - Reggio Emilia, Italia, 16 de octubre de 1880) fue un tenor y compositor italiano.
Estudió en Roma, donde debutó en el papel de Idreno de Semiramide, en el Teatro Argentina, con 25 años. En América se forma como cantante entre 1854 y 1858, debutando allí en muchos papeles que después cantará en Europa. Tras su regreso debuta en 1858 en el Gran Teatro del Liceo de Barcelona, y después en Bergamo, la Scala de Milán y otros  teatros italianos.  Su repertorio, una vez de vuelta a Europa, comprende las óperas de Rossini, Bellini, Gounod, Meyerbeer, Donizetti, Verdi, Marchetti y Faccio, con unos setenta papeles, incluyendo estrenos mundiales de unas 17 óperas.
Tras su matrimonio con la soprano Angiolina Ortolani (en Barcelona en 1859), aparecen en escena casi siempre juntos, cosechando grandes éxitos. Tiberini fue notable tanto en el canto di grazia y de agilidad, como en el de forza y pasión. Su carrera se extendió hasta 1876. Tras su muerte, se dio su nombre al teatro de su localidad natal.